# 데이비드 톰
데이비드 톰(David Tom, 1978년 3월 23일 ~ )은 미국의 배우이다

## 출연 작품
- 작전명 D-DAY (2019년)
- 헤이징 (2005년)
- 베로니카 마스 (2004년)
- 기적의 사나이 (1999년)
- 플레전트빌 (1998년)
- 룸메이트 (1995년)
- 현대판 왕자와 거지 (1994, Summertime Switch)
- 스윙 재즈 (1993년)
- 닥터 퀸 (1993년)
- 스테이 튠 (1992년)
- 계부 3 (1992년) - 앤디 역
- 엄마의 새출발 (1989년)

### 텔레비전
- 더 영 앤 더 레스트리스 (1999-2014)
- 원 라이프 투 리브 (2004-05)